# دومينغو لوبيز توريس
دومينغو لوبيز توريس (بالإسبانية: Domingo López Torres) هو شاعر إسباني، ولد في 1910 في سانتا كروث دي تينيريفه في إسبانيا، وتوفي بنفس المكان في 1937.